# Volsemenhusen
Volsemenhusen è un comune di 364 abitanti della Schleswig-Holstein, in Germania.
Appartiene al circondario (Kreis) del Dithmarschen (targa HEI) ed è parte della comunità amministrativa (Amt) di Marne-Nordsee.